# Nikon (Łysenko)
Nikon, imię świeckie: Paweł Karpowicz Łysenko (ur. 3 stycznia?/15 stycznia 1890 w Chodarowce, zm. 1972) – biskup Rosyjskiego Kościoła Prawosławnego. 
Urodził się w rodzinie chłopskiej. W 1911 ukończył seminarium duchowne w Kijowie. W latach 1915-1917 służył w armii rosyjskiej. 20 maja 1917 został, jako mężczyzna żonaty, wyświęcony na diakona, zaś tydzień później - na kapłana. W 1922 został podniesiony do godności protoprezbitera; po tej dacie owdowiał. Służył kolejno w eparchiach połtawskiej, kijowskiej i charkowskiej. 29 września 1958 złożył wieczyste śluby mnisze z imieniem Nikon w Ławrze Troicko-Siergijewskiej. 
12 marca 1959 miała miejsce jego chirotonia na biskupa ufimskiego i stierlitamackiego. W 1963 przeniesiony na katedrę woroneską i lipiecką. Po roku z powodu choroby odszedł w stan spoczynku. Zmarł w 1972. 